# Сахаров, Игорь Евгеньевич
И́горь Евге́ньевич Са́харов (13 января 1961, Москва — 13 сентября 1993, там же) — советский киноактёр.

## Биография
Учился в московской школе № 127. Будучи школьником, дебютировал в 1972 году в фильме «Красно солнышко», где сыграл главную роль Вени. Особенно заметной его ролью стала роль Саши Иваненко в детском фантастическом фильме «Большое космическое путешествие».
После окончания школы продолжать актёрскую карьеру не стал. В 1980 году проходил военную службу в Советской армии в составе контингента советских войск в Афганистане.
Последние годы жизни Сахаров работал водителем. На 33-м году жизни, 13 сентября 1993 года, его не стало. Гибель Игоря Евгеньевича была связана с последствиями ранений, полученных в Афганистане. Похоронен на Николо-Архангельском кладбище (уч. 67А).

### Семья
- Жена — Елена Арестовна Сахарова (Покорчак)
- Сын — Павел Игоревич Сахаров (род. 1987)

## Фильмография
- 1972 — Красно солнышко — Веня Захаров
- 1974 — Большое космическое путешествие — Саша Иваненко
- 1976 — Никто вместо тебя — гость Гали Наливайко